# دونالد بي كيلي
دونالد بي كيلي (بالإنجليزية: Donald P. Kelly)‏ هو شخصية أعمال أمريكي، ولد في 24 فبراير 1922 في شيكاغو في الولايات المتحدة، وتوفي في 18 مارس 2010.